# 237 Целестина
237 Целестина (237 Coelestina) — астероїд головного поясу, відкритий 27 червня 1884 року Йоганном Палізою у Відні.
Названий на честь дружини астронома Теодора фон Оппольцера Целестини.